# بيل إكس-5
بيل إكس-5 (بالإنجليزية: Bell X-5)‏ هي طائرة تجريبية هي أول طائرة تطير بأجنحة متغيرة الأوضاع أنتجت في 1951 بالولايات المتحدة. من صناعة بيل للطائرات. كانت تستخدم بشكل أساسي من قبل القوات الجوية للولايات المتحدة. كان أول طيران لها في 20 يونيو 1951. انتهت خدمتها في ديسمبر 1958. صنع منها 2 طائرة.
كانت مستوحاة من تصميم الطائرة الألمانية إلتي لم تختبر من نوع (P.1101) والتي انتجتها شركة ماسرشميت. وجاءت متناقضة مع التصميم الألماني الذي يمكن أن تعدل فيه زاوية اكتساح الأجنحة (sweepback) وهي على الأرض الواقع فقط، بينما ابتكر مهندسو بيل نظام محركات كهربائية لضبط الاجتياح الأجنحة خلال الطيران.

## المستخدمون
- القوات الجوية للولايات المتحدة
- اللجنة الاستشارية الوطنية للملاحة الجوية